# رون جونسون (لاعب كرة قاعدة)
رون جونسون (بالإنجليزية: Ron Johnson)‏ (و. 1956  م) هو لاعب كرة قاعدة، ومدرب كرة القاعدة ‏ أمريكي، ولد في لونغ بيتش، كاليفورنيا، مركز لعبه هو قاعدي أول ‏.

## التعليم
تعلم في جامعة ولاية كاليفورنيا في فريسنو، وتعلم في كلية فولرتون ‏.

## روابط خارجية
- رون جونسون على موقع دوري كرة القاعدة الرئيسي (الإنجليزية)
- رون جونسون على موقعبيزبول رفرنس.كوم (الدوري الرئيسي) (الإنجليزية)
- رون جونسون على موقعبيزبول رفرنس.كوم (الدوري الثانوي) (الإنجليزية)